# Torneo de Santiago 1998
El Torneo de Santiago es un torneo de tenis que se jugó en arcilla. Se disputó en la ciudad de Santiago en las canchas de tenis del Complejo Mario Caracci Onetto, San Carlos de Apoquindo. Fue la 6.º edición oficial del torneo. Se realizó entre el 9 y el 15 de noviembre.

## Campeones

### Individuales Masculino
Francisco Clavet venció a  Younes El Aynaoui por 6-2 y 6-4

### Dobles Masculino
Mariano Hood /  Sebastián Prieto vencieron a  Massimo Bertolini /  Devin Bowen por 7-6, 6-7 y 7-6